# Antônio Cardoso
Antônio Cardoso é um município brasileiro do estado da Bahia pertencente à Área de Expansão Metropolitana de Feira de Santana e localiza na margem esquerda do rio Paraguaçu. Sua população é estimada em 11 501 habitantes, segundo estimativa de 2024 do IBGE.

## Galeria

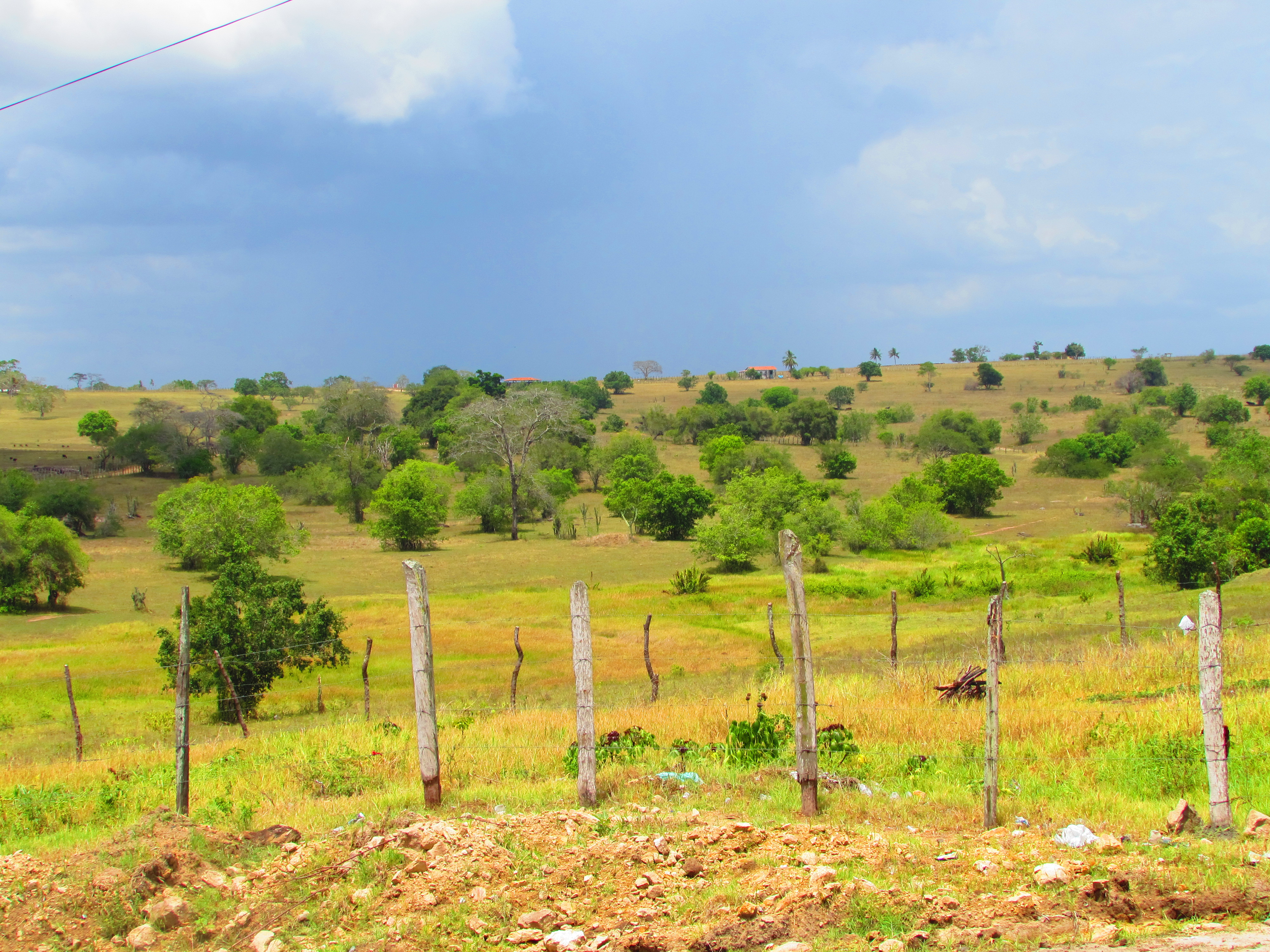
Paisagem natural nos arredores da cidade, uma transição entre o Agreste e Sertão
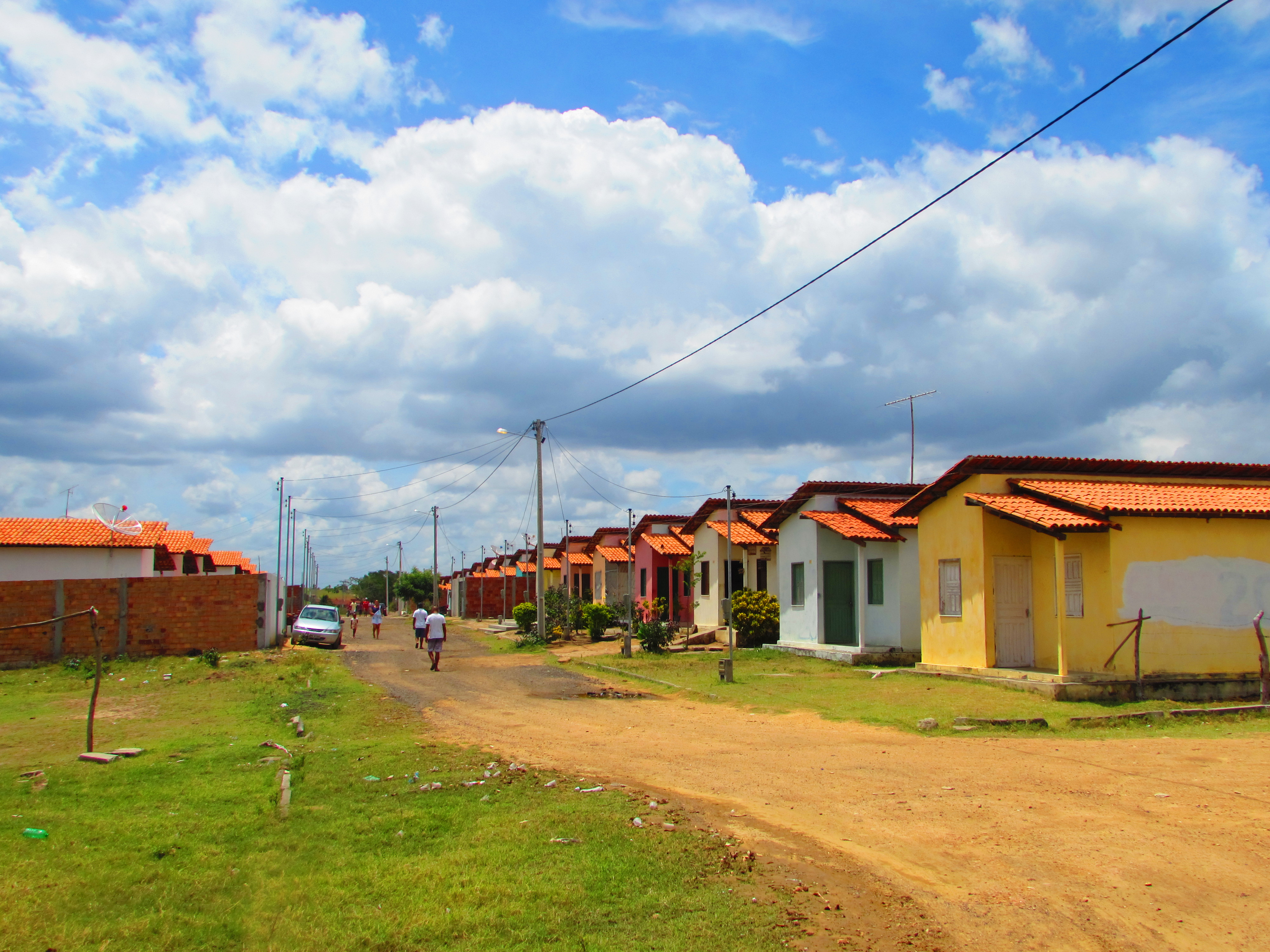
Casas do Minha Casa Minha Vida em Antônio Cardoso
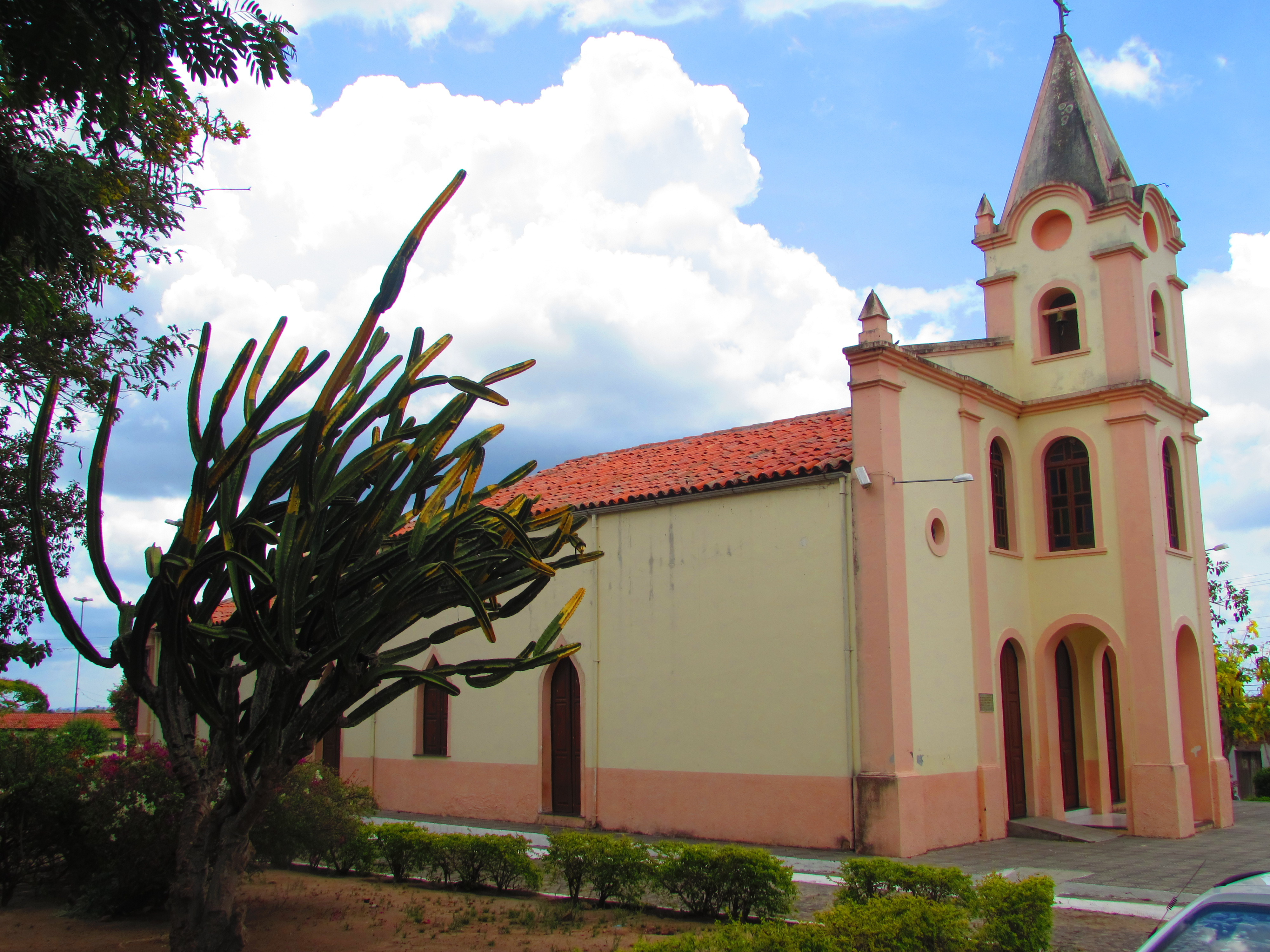
Igreja da Matriz